# Nonda Bulka
Nonda Bulka (ur. w 18 maja 1906 roku we wsi Leusë k. Përmetu, zm. 14 listopada 1972 w Tiranie) – albański pisarz, poeta, publicysta i satyryk.

## Życiorys
Po ukończeniu liceum francuskiego w Korczy, odbył studia prawnicze w Paryżu. Po powrocie do kraju podjął pracę nauczyciela w Korczy, a następnie w Elbasanie i w Tiranie. W tym czasie pisał także artykuły do prasy. W okresie powojennym pracował także na Wydziale Historyczno-Filologicznym Uniwersytetu Tirańskiego.
Był jednym z pionierów zaangażowanej społecznie literatury i inicjatorem nurtu realistycznego w literaturze albańskiej. Pierwsze opowiadania publikował w latach trzydziestych w czasopismach Bota e Re (Nowy Świat) oraz Ilyria. Jako publicysta posługiwał się pseudonimami: Na-na, Sti-sti, a także Chri-Chri. W roku 1934 ukazał się drukiem pierwszy zbiór jego opowiadań Kur qan e qesh bilbili (Kiedy słowik śmieje się i płacze).
Oprócz podejmowania problematyki społecznej wziął czynny udział w toczącej się w latach 30. na łamach "Minervy" dyskusji o stanie współczesnej literatury albańskiej. Anna Baranowska określała jego twórczość jako przenikniętą pesymizmem, która przeradza się często w dekadencki nihilizm. Bulka zajmował się także tłumaczeniem literatury francuskiej na język albański (m.in. powieść Eugenia Grandet Balzaka). W czasach rządów Envera Hodży stał się jednym z najbardziej zaangażowanych pisarzy albańskiego socrealizmu. Należał do grona założycieli satyrycznego tygodnika Hosteni.
Imię Nondy Bulki nosi szkoła w Përmecie.

## Proza
- 1934: Kur qan e qesh bilbili (Kiedy słowik śmieje się i płacze)
- 1950: Skica dhe tregime (Szkice i opowiadania)
- 1957: Soditje
- 1966: Legjenda e një fisi (Legenda pewnego rodu)
- 1966: Maska të çjerra (Zdarte maski)
- 1971: Fabula (Bajki dla dzieci), wyd. Prisztina
- 1972: Tregime të zgjedhura (Opowiadania wybrane)
- 1980: Vepra letrare (Dzieła literackie)
- 1985: Thumba pa helm

## Poezja
- 1951: Vargje satirike (Strofy satyryczne)
- 1952: Ne driten e yllit (W blasku gwiazdy)
- 1963: Bij te shkrepit (Syn zastrzelonego)
- 1966: Legenda e nje fisi (Legenda pewnego rodu)

## Varia
- 1975: Thumba pa helm
- 2006: Nonda Bulka dhe Përmeti : artikuj, ese, kujtime, vlerësime